# Piramide di Amenemhat I
Il complesso piramidale di Amenemhat I venne realizzato per la sepoltura di Amenemhat I, sovrano egizio fondatore della XII dinastia.
Durante il Primo periodo intermedio, le grandi costruzioni in pietra ed in particolare le piramidi, furono estremamente rare. Andarono così perdute le conoscenze tecniche per lavorare i conci e le maestranze esperte in tali lavori. Per questo motivo quando Amenemhat I, per riavvicinarsi alle grandi epoche storiche del passato, decise di costruire la sua tomba a forma di piramide, dovette ricorrere ad altre soluzioni architettoniche e l'arte di edificare con grandi blocchi di pietra terminò definitivamente nella storia egizia.

## La piramide
Il complesso piramidale si trova a el-Lisht ed è uno dei due grandi complessi di questa necropoli insieme a quello del figlio, Sesostri I, che si trova a poca distanza verso sud.

Prove archeologiche suggeriscono che Amenemhat iniziò ad erigere la propria piramide a Tebe salvo poi, con l'elezione a capitale di Ity Tawy, cambiare idea e preferire il sito attuale come luogo dove costruire il suo complesso funerario, che venne chiamato "I luoghi dell'apparizione di Amenemhat".
Questa piramide rappresenta un ritorno alle dimensioni ed alle forme delle piramidi egizie anteriori al primo periodo intermedio. All'epoca del completamento si innalzava per 58 metri circa, mentre la sua base quadrata aveva un lato di 84 metri e l'inclinazione era di 54° circa.
Il nucleo della piramide venne realizzato con piccoli blocchi grezzi di pietra calcarea mentre gli spazi vuoti vennero colmati con mattoni di fango e detriti. Alcuni dei blocchi di calcare provenivano da altri monumenti quali la piramide di Cheope, quella di Chefren e quella di Unis. Dentro la piramide un passaggio inclinato, sigillato dopo la sepoltura da blocchi di granito, collega la cappella esterna con un pozzo verticale che discende direttamente alla camera sepolcrale.

## Campagne di scavo
I primi lavori di scavo al sito vennero intrapresi da Gaston Maspero nel 1882. Una seconda campagna venne effettuata da J. Gautier e Gustave Jéquier tra il 1894 e il 1895, e poi una terza venne intrapresa da una squadra inviata dal Metropolitan Museum di New York diretta da Albert Lythgoe e Arthur Mace, tra il 1920 e il 1934.
Dai tempi di questi lavori di scavo la piramide ha subìto ulteriori danneggiamenti ed oggi di essa non rimane che una collina alta 20 metri, mentre la maggior parte del complesso circostante ormai non esiste più. Nessuna di queste spedizioni riuscì ad esplorare l'ipogeo della piramide, in quanto si trova al di sotto del livello della falda freatica ed è quindi completamente allagato.

## Galleria d'immagini

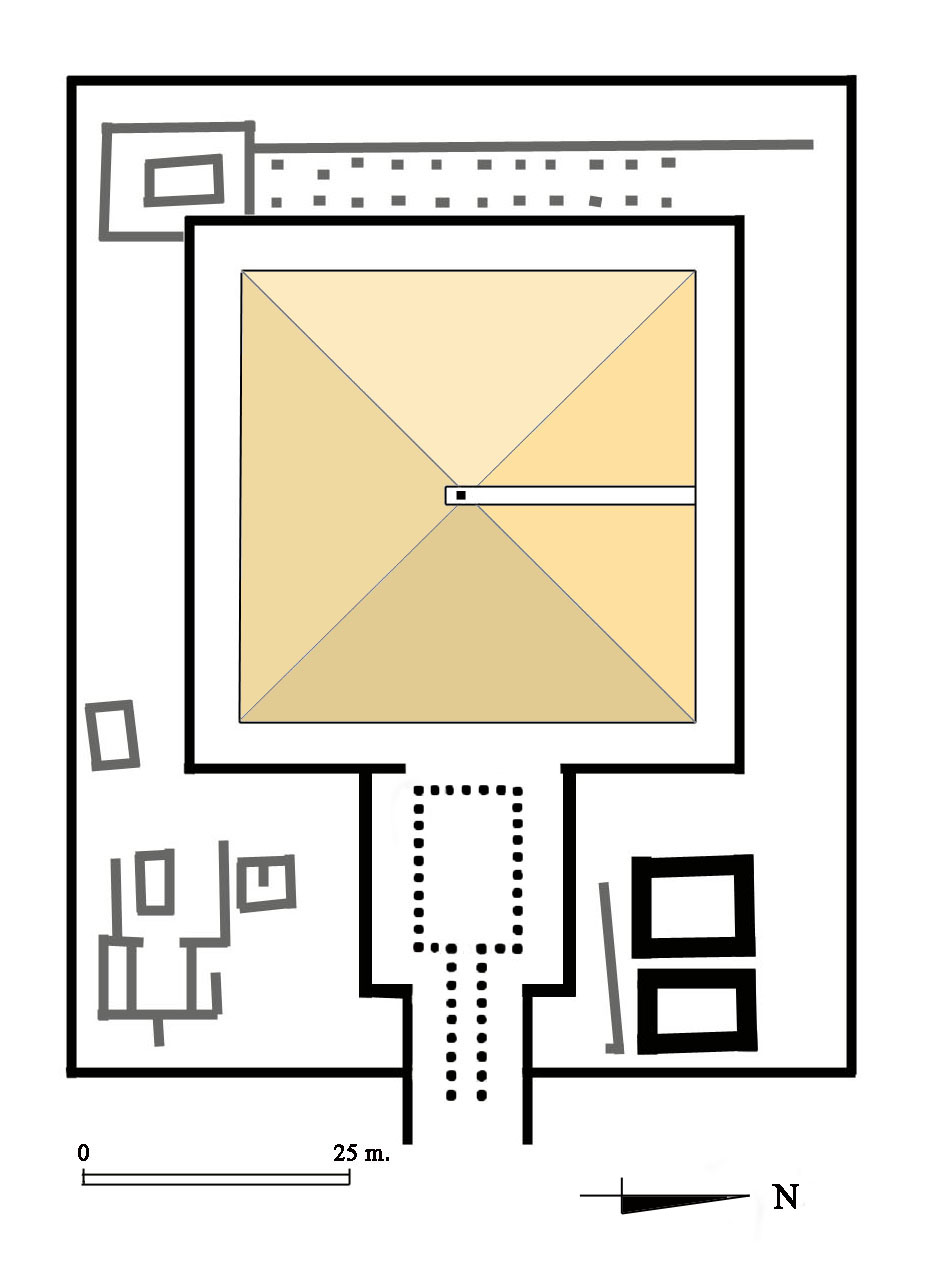
Pianta del complesso piramidale
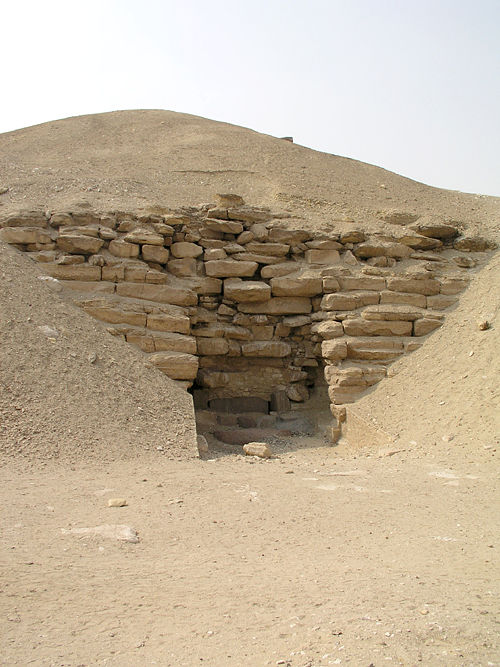
L’ingresso alla piramide
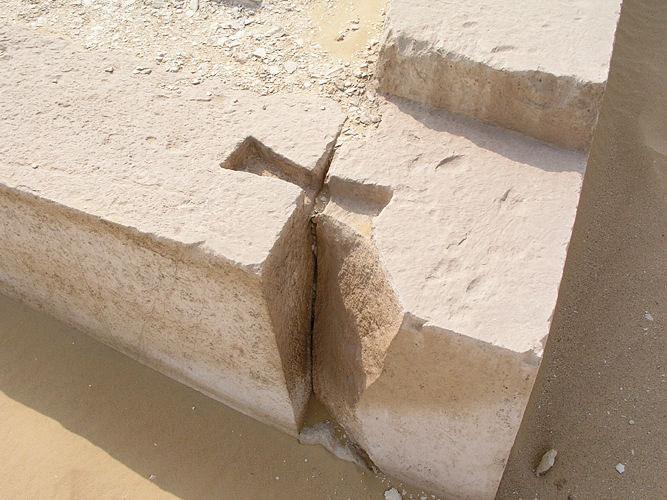
Blocchi in pietra